# Zehntablösung in Baden
Die Zehntablösung in Baden durch das Zehntgesetz von 1833 sorgte für die Abschaffung des Zehnten in Baden und dauerte bis 1893. Der Zehnt war nur ein Teil der Grundlasten, zu dem die Bauern dem Grundherrn gegenüber verpflichtet waren.

## Der Zehnt in Baden
Der Zehntleistung der Bauern, das heißt die Abgabe eines Teils der Ernte in Naturalien, standen meistens Gegenleistungen des Grund- und Zehntherrn gegenüber. Diese Gegenleistungen bezogen sich vor allem auf den Bau und Unterhalt von Kirchengebäuden. Ebenso waren Gegenleistungen wie die Lieferung von Bauholz möglich.
Die Großherzögliche Domänenverwaltung war der größte Zehntherr in Baden, der etwa 50 % des Gesamtzehnten bezog. Neben dem Adel konnten auch weitere Privatpersonen, Pfarreien und Schulen zehntberechtigt sein.

## Der Weg zur Abschaffung des Zehnten
In der Ersten Kammer der Badischen Ständeversammlung wurde bereits 1819 über die Abschaffung des Zehnten beraten, denn der Zehnt hatte folgende Nachteile für das Land: Verlust von Teilen der Ernte wegen der notwendigen Transporte, hohe Lager- und Verwaltungskosten und schließlich die Behinderung der freien Entwicklung des landwirtschaftlichen Gewerbes. Über Jahre wurde in der Ersten und Zweiten Kammer der badischen Ständeversammlung über die Ablösung bzw. Umwandlung des Zehnten in eine Geldrente debattiert.

### Zehntgesetz von 1833
Das am 17. Dezember 1833 verkündete Gesetz sah folgende Bestimmungen vor:
- Die Ablösung des Zehnten ist grundsätzlich möglich
- Die Entschädigung beträgt die 20-fache Summe des jährlichen Zehntertrags
- Der badische Staat übernimmt von dieser Entschädigungssumme 1/5 und dem Zehntpflichtigen bleiben die restlichen 4/5
- Eine Zehntschuldentilgungskasse wird vom Staat errichtet, die Kredite zur Zehntablösung geben soll.

Das Gesetz sah vor, dass bis zum 1. Januar 1838 eine Zehntablösung nur auf dem Weg einer freien Vereinbarung zwischen Zehntpflichtigen und Zehntberechtigten erfolgen konnte. Nach diesem Zeitpunkt konnte ein Drittel der Zehntpflichtigen einer Gemeinde die Ablösung verlangen, wenn sie zusammen mehr als die Hälfte des Zehnten aufbrachten. Hofgutsbesitzer konnten generell allein ablösen und nach 1838 diese auch zwingend verlangen. Nach dem 1. Januar 1842 konnte auch der Zehntherr eine Ablösung verlangen.
Der durchschnittliche Marktpreis der Naturalien, aus dem die Ablösungssumme errechnet wurde, sollte vom Staat ermittelt werden. Der Abgabenpflichtige sollte für den Verzug der Ablösungssumme 5 % Zinsen jährlich zahlen und spätestens nach fünf Jahren seine Schuld getilgt haben. Bei Verzug der Zinszahlungen sollte der Zehnt weiter in Naturalien eingezogen werden.
Die Zehntablösung galt als „entscheidende Bresche in die feudale Agrarverfassung“ und stieß in den Reihen der Zehntberechtigten auf entschiedenen Widerstand. In der Folge kam es zu einer Vielzahl von Prozessen und Verhandlungen in der Bundesversammlung, die die Abwicklung verzögerten.
Der schleppende Gang der Zehntablösung in Baden zeigt sich darin, dass erst 1893 die letzten 67 Ablösungen abgeschlossen waren.